# Дружненский сельсовет
Дру́жненский сельсовет — муниципальное образование со статусом сельского поселения в Курчатовском районе Курской области Российской Федерации.
Административный центр — деревня Дружная.

## История
Статус и границы сельсовета установлены Законом Курской области от 21 октября 2004 года № 48-ЗКО «О муниципальных образованиях Курской области».

## Население
| 2002 | 2010 | 2012 | 2013 | 2014 | 2015 | 2016 |
| ---- | ---- | ---- | ---- | ---- | ---- | ---- |
| 888  | ↘715 | ↗759 | ↗775 | ↗814 | ↘785 | ↗794 |
| 2017 | 2018 | 2019 | 2020 | 2021 |      |      |
| ↗804 | ↘766 | ↘742 | ↘732 | ↗753 |      |      |

## Состав сельского поселения
| № | Населённый пункт | Тип населённого пункта          | Население |
| - | ---------------- | ------------------------------- | --------- |
| 1 | Дружная          | деревня, административный центр | ↘526      |
| 2 | Комякино         | деревня                         | ↘108      |
| 3 | Любицкое         | деревня                         | ↘81       |